# Mikkeli Bouncers 2024
Questa voce raccoglie le informazioni riguardanti i Mikkeli Bouncers nelle competizioni ufficiali della stagione 2024.

## Maschile

### II-divisioona 2024

#### Stagione regolare
| Mikkeli 2 giugno 2024, ore 13:00 1ª giornata | Mikkeli Bouncers | 32 – 12 (7-0 15-0 0-0 10-12) referto | Pori Bears | Urpolan tekonurmi |

| Kokkola 9 giugno 2024, ore 16:00 2ª giornata | Kokkola Scorpions | 26 – 20 (6-0 6-0 0-7 14-13) referto | Mikkeli Bouncers | Kirkonmäen urheilukenttä |

| Mikkeli 15 giugno 2024, ore 13:00 3ª giornata | Mikkeli Bouncers | 17 – 14 (0-0 10-0 7-8 0-6) referto | Rovaniemi Nordmen | Urpolan tekonurmi |

| Mikkeli 29 giugno 2024, ore 13:00 4ª giornata | Mikkeli Bouncers | 10 – 22 (7-7 3-9 0-6 0-0) referto | Jyväskylä Jaguars | Urpolan tekonurmi |

| Kuopio 7 luglio 2024, ore 13:00 5ª giornata | Flying Fishcocks | 12 – 31 (0-14 6-7 6-7 0-3) referto | Mikkeli Bouncers | Rauhalahden jalkapallokenttä |

| Pori 20 luglio 2024, ore 14:00 7ª giornata | Pori Bears | 19 – 13 (6-0 13-0 0-7 0-6) referto | Mikkeli Bouncers | Porin urheilukeskus |

| Mikkeli 27 luglio 2024, ore 13:00 8ª giornata | Mikkeli Bouncers | 26 – 35 (6-7 6-7 8-7 6-14) referto | Kokkola Scorpions | Urpolan tekonurmi |

| Rovaniemi 3 agosto 2024, ore 18:30 9ª giornata | Rovaniemi Nordmen | 0 – 15 (0-0 0-6 0-0 0-9) referto | Mikkeli Bouncers | Susivouti |

#### Playoff
| Kouvola 17 agosto 2024, ore 14:00 Wild Card | Kuusankoski Cowboys | 24 – 0 (7-0 7-0 7-0 3-0) referto | Mikkeli Bouncers | Sarkolan tekonurmi |

### Statistiche di squadra
| Competizione      | %Vittorie | In casa | In casa | In casa | In casa | In casa | In casa | In trasferta | In trasferta | In trasferta | In trasferta | In trasferta | In trasferta | Totale | Totale | Totale | Totale | Totale | Totale |
| Competizione      | %Vittorie | G       | V       | N       | P       | Pf      | Ps      | G            | V            | N            | P            | Pf           | Ps           | G      | V      | N      | P      | Pf     | Ps     |
| ----------------- | --------- | ------- | ------- | ------- | ------- | ------- | ------- | ------------ | ------------ | ------------ | ------------ | ------------ | ------------ | ------ | ------ | ------ | ------ | ------ | ------ |
| Stagione regolare | .500      | 4       | 2       | 0       | 2       | 85      | 83      | 4            | 2            | 0            | 2            | 79           | 57           | 8      | 4      | 0      | 4      | 164    | 140    |
| Playoff           | .000      | 0       | 0       | 0       | 0       | 0       | 0       | 1            | 0            | 0            | 1            | 0            | 24           | 1      | 0      | 0      | 1      | 0      | 24     |
| Totale            | .444      | 4       | 2       | 0       | 2       | 85      | 83      | 5            | 2            | 0            | 3            | 79           | 81           | 9      | 4      | 0      | 5      | 164    | 164    |